# 上田誠
上田誠（うえだ まこと、1979年11月4日— ）、日本劇作家、演出家、脚本家。劇団歐洲企劃的主導者。京都府出身。同志社大学工学部知識工学科肆業。

## 經歷
高中時代，受同学請託執筆學園祭戲劇《飛鳥鳴泣時》（鳥が鳴くとき）。此前，上田的爱好是游戏程式設計，第一次體會与他人共同作業的乐趣，上田爱上戏剧。老家是京都二条城附近的80年歷史點心店「上田製菓本舗」  。
1998年，加入同志社大学戲劇社團「同志社小劇場」。同年，在社團內發起「欧洲企劃」。以一貫的喜剧風格，上田参与了所有表演的腳本写作與导演。尤其擅长科幻喜剧。 2000年，脫離「同志社小劇場」的同時，亦將「欧洲企划」獨立出去。
2017年，以《来てけつかるべき新世界》获第61届岸田國士戯曲賞。對於是否應授獎給一部具有强烈娱乐性的喜剧作品，評委因此意见分岐，但KERA評價為「壓倒性的優秀」 。

## 腳本作品

### 舞台劇腳本

#### 歐洲企畫的舞台劇
- 歐洲企劃所有的公演腳本

### 電視劇
- 一直思考刃牙是不是BL的少女的紀錄（日语：グラップラー刃牙はBLではないかと考え続けた乙女の記録ッッ）（2021）
- 不要跨越時空，戀人們（2023）

### 動畫電影
- 春宵苦短，少女前進吧！（2017）
- 企鵝公路（2018）
- 四疊半時光機藍調（2022）

### TV動畫
- 四疊半神話大系（2010）

## 著書
- 《夏日時光機藍調＋！》（サマータイムマシン・ブルース＋！,2005）
- 《彎曲吧！湯匙》（曲がれ！スプーン,2009）
- 『来てけつかるべき新世界』,2017
- 《夏日時光機藍調》（サマータイムマシン・ブルース,2018）

## 腳註
1. ↑  「すっぴんインタビュー」NHKラジオ本人談 2013年1月11日放送
2. ↑  京都の正月に欠かせない謎のお菓子「パサン」って何？ （页面存档备份，存于） Excite Bit コネタ 2015年11月26日
3. ↑  .   [2022-10-14]. （原始内容存档于2022-10-16）.

## 外部連結
- ヨーロッパ企画 （页面存档备份，存于）：歐洲企劃官網
- 上田誠（ヨーロッパ企画） （页面存档备份，存于） (@uedamakoto_ek) - Twitter